# Rectron
Die Rectron GmbH war ein Berliner Unternehmen.
Die Rectron GmbH war möglicherweise ein Strohmanngeschäft von Philips in Deutschland, um Konflikte mit Telefunken zu vermeiden. Sie wurde Ende 1925 gegründet von:
- Rectron in Eindhoven, im Philips-Gebäude
- der Glashütte Weißwasser GmbH in der Oberlausitz[2]
- Hans Joachim Spanner und Friedrich Meyer, zunächst unter Spanners Adresse am Berliner Kottbusserdamm 70–71. (Am 31. Juli 1926 Anmietung einer Fabriketage im Hause, zusammen mit Carl v. Wedel als Dritten im Bunde einer geplanten GmbH; Nachmieter am 15. Januar 1927 unter dem Namen "Elektro Spezial GmbH", mit Friedrich Mayer als Geschäftsführer). Spanner hatte zuvor im Röhrenlaboratorium von Gerhard Nickel (1897–1975[3]) gearbeitet.

Edmund Germer war anfangs Chef-Physiker und entwickelte Edelgas-Glühkathoden-Gleichrichter. Die Geschäftsführung war zunächst einem Rechtsanwalt anvertraut und wurde von 1927 bis 1945 von Ing. Felix Westerhoven ausgeübt. Bis 1938 unterhielt die Rectron GmbH keine eigene Produktion, sondern verkaufte Gleichrichter, Batterieladegeräte, Lichtschranken, Kohlemikrofone und weitere Geräte von Philips. Die Firma zog mehrfach um: in die Potsdamer Straße 52 (1928), Schützenstraße 29–30 (1930), Steglitzer Straße 27 (1932), Ludendorfstraße 27 (1936) und 1938 schließlich in die Boxhagerner Straße 76–78, wo eine eigene Produktion aufgenommen wurde.
Nach dem Zweiten Weltkrieg lag sie im sowjetischen Sektor und wurde unter Kontrolle der sowjetischen Militäradministration (SMAD) gebracht. Es wurde eine neue Geschäftsleitung eingesetzt. Am 8. September 1951 wurde die Firma enteignet und geschlossen.
Philips gründete 1945 in Hamburg eine neue Rectron GmbH, die 1975 in Lupus Electrotechnik-Beteiligung GmbH umbenannt und am 27. März 1985 geschlossen wurde.

## Belege
1. ↑  Radiohersteller – Information und Geschichte von Rectron GmbH; Berlin S59. auf radiomuseum.org
2. ↑  Hans-Dieter Marschner: Die Entwicklung der Glasindustrie in Weißwasser. (PDF-Datei).
3. ↑  Gerhard Nickel / Lebenslauf. auf tubecollection.de